# Epidendrum ferreyrae
Epidendrum ferreyrae är en orkidéart som beskrevs av Eric Hágsater och Ric.Fernández. Epidendrum ferreyrae ingår i släktet Epidendrum och familjen orkidéer.
Artens utbredningsområde är Peru. Inga underarter finns listade i Catalogue of Life.